# South Brisbane
South Brisbane is een plaats in de Australische deelstaat Queensland en telt 4521 inwoners (2006). South Brisbane is gelegen ten zuidwesten van het centrum van de stad Brisbane.